# Dave Sullivan (Boxer)
Dave Sullivan (* 10. Mai 1877 in County Cork, Irland; † 1929) war ein irischer Boxer im Federgewicht.

## Profi
Am 27. Juli 1895 gewann Sullivan gegen den US-Amerikaner Barty McGriel seinen Debüt-Kampf durch klassischen K. o. in Runde 2. Am 26. September wurde er universeller Weltmeister, als er Solly Smith in einem auf 25 Runden angesetzten Gefecht in der 5. Runde durch T.K.o bezwang. Diesen Titel verlor er bereits in seiner ersten Titelverteidigung im November desselben Jahres an George Dixon durch Disqualifikation in Runde 10.